# 김정준 (신학자)
김정준(金貞準, 1961년 2월 24일~)은 대한민국의 신학자이다. 성공회대학교의 연구교수이며,
  한국기독교교육학회 회장, 한국기독교학회 총무를 역임 하였고, 한국종교교육학회 이사이다. 현재 기독교대한감리회 행복한교회 담임목사이다. 칼 융, 노년목회 그리고 4차 산업혁명시대에서 기독교교육의 전문가로 평가 받는다.

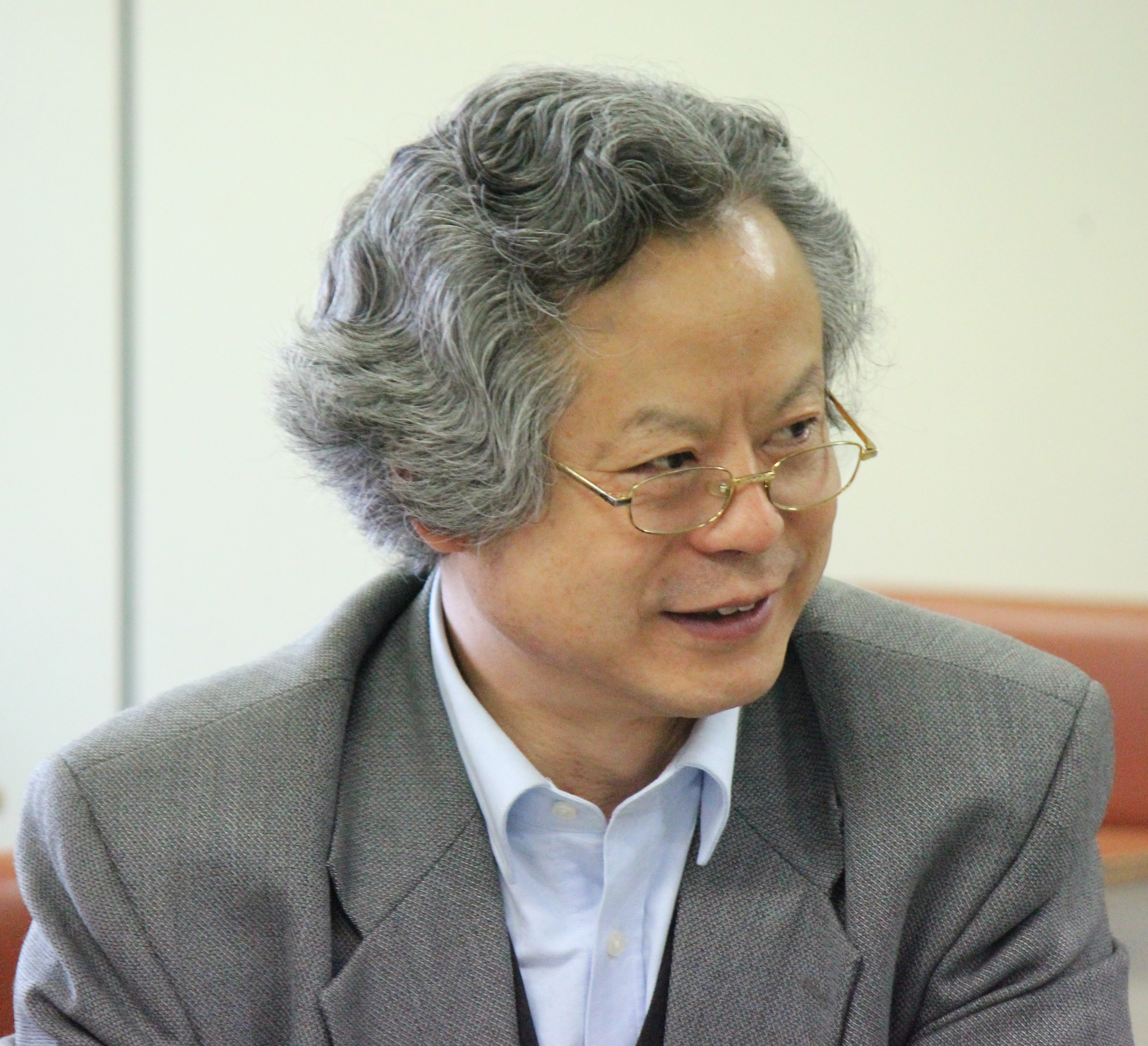
김정준 박사 성공회대학교, 종교개혁500주년공동학회준비, 방배동 백석대학교, 2017년 4월 29일

## 학력
- 연세대학교 신학과 (Th.B. )
- 연세대학교 연합신학대학원 (Th.M.)
- 서울기독대학교 일반대학원 (Ph.D.)
- 성공회대학교 일반대학원 (Ph.D. Cand.)

## 경력
- (전) 서울기독대학교 교육문화연구소 (전임연구원)
- (전) 서울기독대학교 (겸임교수)
- (현) 성공회대학교 신학연구원(연구교수)
- (전) 한국기독교교육학회 (제38대 회장)
- (전) 한국기독교학회 총무
- (전) 한국기독교교육학회 회장 및 출판위원장
- (전) 한국기독교교육정보학회 총무
- (전) 한국문화신학회 이사
- (전) 한국종교교육학회 이사
- (현) 사단법인 실버평생교육협회 이사 및 전문연구원
- (현) 기독교대한감리회  행복한교회 담임목사

## 저서
- 『융 심리학과 영성교육』
- 『한류로 신학하기: 한류와 K-Christianity』(공저)
- 『미래시대· 미래세대· 미래교육』(공저)
- 『100세 시대를 살아가는 한국감리교회의 노년목회』(공저)
- 『교회통찰』(공저)

## 같이 보기
- 한국기독교학회
- 한국의신학자목록